# Contea di Dongtou
La contea di Dongtou (洞头区S, Dòngtóu QūP) è una contea della Cina, situata nella provincia dello Zhejiang.